# Bruno Kress
Bruno Kress (* 11. Februar 1907 in Selz im Elsass; † 15. Oktober 1997 in Greifswald) war ein deutscher Philologe, Hochschullehrer und Übersetzer.

## Leben
Bruno Kress besuchte das Gymnasium in Berlin und studierte danach deutsche und nordische Philologie an den Universitäten Berlin und Reykjavík. Er kam 1932 als Austauschstudent nach Island. 1935 war er in Berlin, um seine Doktorarbeit zu verteidigen, kehrte aber kurz darauf nach Island zurück, wo er 1936 heiratete. Zum 1. März 1934 trat er während seines Islandaufenthaltes der NSDAP bei (Mitgliedsnummer 3.401.317). Zugleich arbeitete er für die nationalsozialistische Forschungsgemeinschaft Deutsches Ahnenerbe. 1938 erhielt er eine Anstellung als Deutschlehrer in Reykjavík. 1939 wurde seine Tochter, die spätere Professorin Helga Kress geboren. Im Juli 1940 wurde Bruno Kress für vier Jahre in britischen Internierungslagern inhaftiert. Es gelang ihm jedoch, während dieser Zeit mit dem Ahnenerbe-Vorsitzenden Wolfram Sievers zu kommunizieren.
Kress trat nach dem Krieg der SED bei. Von 1945 bis 1956 arbeitete er als Lehrer an verschiedenen Dorfschulen in Nordwestmecklenburg.
Ab 1956 war Kress am Nordischen Institut der Ernst-Moritz-Arndt-Universität Greifswald tätig, zunächst auf dem Fachgebiet der neueren isländischen Sprache, Literatur und Kultur. Von 1963 bis zur Emeritierung 1972 war er Professor für altnordische und isländische Sprache, Literatur und Kultur. 1957 übernahm er erst kommissarisch und noch gleichen Jahres definitiv die Leitung des Nordischen Instituts. Da er dem Auftrag der SED, das Institut nach den Bedürfnissen der Partei umzugestalten, nicht genügend nachkam, wurde er 1963 durch Rudolf Agricola ersetzt.
Kress’ Publikationen wurden zu Standardwerken der deutschen und internationalen Islandistik. Er verfasste Die Laute des modernen Isländischen (1937), Die Laut- und Formenlehre des Isländischen (1967) und schließlich seine Isländische Grammatik (1982). Daneben war er insbesondere als Übersetzer der Werke des Literaturnobelpreisträgers Halldór Laxness tätig.
Zu seinen Ehren widmete ihm die Ernst-Moritz-Arndt-Universität Greifswald eine nach ihm benannte Vorlesungsreihe.

## Werke
- Die Laute des modernen Isländischen, Berlin 1937
- Phonetische Platte des Isländischen, Berlin 1938
- Laut- und Formenlehre des Isländischen, Greifswald 1962
- Isländische Grammatik, Leipzig 1982

## Herausgeberschaft
- 27 isländische Erzähler, Berlin 1980

## Übersetzungen
- Halldór Laxness: Am Gletscher, Göttingen 1989
- Halldór Laxness: Gerpla, Berlin [u. a.] 1977
- Halldór Laxness: Die glücklichen Krieger, Göttingen 1991
- Halldór Laxness: Die Litanei von den Gottesgaben, Berlin [u. a.] 1979
- Halldór Laxness: Seelsorge am Gletscher, Berlin [u. a.] 1974
- Halldór Laxness: Sein eigener Herr, Berlin [u. a.] 1968
- Halldór Laxness: Das wiedergefundene Paradies, Berlin [u. a.] 1971
- Halldór Stefánsson: An Islands Küsten, Berlin [u. a.] 1975
- Isländische Erzählungen, Berlin 1963
- Ólafur Jóhann Sigurðsson: Drachen und Zaunkönige, Berlin [u. a.] 1989
- Ólafur Jóhann Sigurðsson: Zauber und Irrlichter, Berlin [u. a.] 1987
- Tryggvi Emilsson: Arm sein ist teuer, Berlin [u. a.] 1985

## Ehrungen
- 1978: Ritter des Falkenordens Islands
- 1986: Ehrendoktor der Universität Reykjavík
- 1991: korrespondierendes Mitglied der Akademie der Wissenschaften